# Vasco Barbosa
Vasco Luís Coimbra Barbosa (Lisboa, 24 de julho de 1930 — Odivelas, 20 de fevereiro de 2016) foi um dos mais importantes violinistas portugueses do século XX e "concertino honorário" da Orquestra Sinfónica Portuguesa.
Como concertino (violino solista) de várias orquestras portuguesas percorreu o mundo e apresentou-se também, como solista, nalguns dos principais palcos europeus.

## Biografia
Vasco Barbosa nasceu em 1930.
Era filho do violinista Luís Barbosa, considerado o mais importante violinista português da sua geração e fundador do Quarteto de Cordas da Emissora Nacional, e irmão da pianista Grazi Barbosa.
Tendo iniciado os seus estudos com o pai, Vasco Barbosa apresentou-se em público, pela primeira vez, aos sete anos.

"Dei o meu primeiro concerto aos 11 anos de idade [...] Fiz a minha primeira apresentação com a minha irmã e com a Orquestra da Emissora Nacional, dirigida pelo maestro Pedro Blanch. Era um grande maestro e um grande acompanhador e tratou-me com muito carinho. Na orquestra estava o meu pai e outros músicos que faziam parte do Quarteto da Emissora [...] Nesse tempo, aquilo para mim era Hollywood: com aqueles microfones, a orquestra, aqueles corredores..."

 Vasco Barbosa (2001)
Tendo afirmado "Eu não sou um produto do Conservatório. Ao Conservatório só fui fazer exames." Vasco Barbosa tirou o curso de violino no Conservatório Nacional de Lisboa com as mais elevadas classificações. Com uma bolsa de estudo do Instituto para a Alta Cultura, os seus estudos passaram pela Suíça, a partir de 1947, com o violinista alemão Georg Kulenkampff, depois, por Paris, com o violinista e compositor romeno George Enescu e, com uma bolsa da Fundação Calouste Gulbenkian, por Nova Iorque com o violinista arménio Ivan Galamian.
Como solista, Vasco Barbosa manteve ainda uma intensa carreira internacional atuando, por exemplo, no Musikverein, em Viena (Áustria), no Palácio Real de Windsor no Reino Unido, em Barcelona, em Paris ou em várias salas na Alemanha.
No âmbito da música de câmara, para além de ter sido fundador do Quarteto Atalaya, em 1986, do qual era membro juntamente com Klara Erdei (violino), Teresa Beatriz (viola) e Kenneth Frazer (violoncelo), Vasco Barbosa constituiu um duo com a irmã, a pianista Grazi Barbosa e um outro, em 1993, com a violinista Lígia Soares.
Vasco Barbosa foi concertino (violino solista) da antiga Orquestra Sinfónica da Emissora Nacional (RDP), da Orquestra do Teatro Nacional de São Carlos e da Orquestra Sinfónica Portuguesa, onde foi consagrado com título de "concertino honorário".
Uma carreira que passou pelos principais palcos europeus (Espanha, Itália, Suíça, França, Áustria, Alemanha, Roménia, Grécia) mas também com atuações nos americanos Brasil e EUA ou em África e em países asiáticos.
Entre as suas gravações destaca-se ainda um registo ao vivo realizado em Lisboa, em 1965, do Concerto para violino de Johannes Brahms, com à data denominada Orquestra Sinfónica da Emissora Nacional, sob a direção do maestro Fritz Rieger. A crítica da época considerou-a, entre as edições em disco disponíveis, uma das primeiras escolhas daquela obra do compositor alemão.
Entre interpretações de compositores portugueses, cuja divulgação de obras pautou o percurso de Vasco Barbosa, podem-se destacar as suas gravações do Concerto para Violino de Luís de Freitas Branco ou as Sonatas para Violino de Frederico de Freitas, Fernando Lopes-Graça e Ruy Coelho, partilhando o palco neste registo com Grazi Barbosa e a violoncelista Maria José Falcão.
Vasco Barbosa também lecionou, nomeadamente na Academia de Música de Santa Cecília.
Em 2015 foi criado o "Concurso Nacional de Cordas Vasco Barbosa”, destinado a jovens intérpretes. De notar que neste concurso criado pela Camerata Atlântica e a Academia Portuguesa de Artes Musicais em homenagem ao percurso musical do violinista restringe a peça obrigatória é sempre de um autor português, contribuindo assim para a divulgação de autores nacionais tal como Vasco Barbosa demonstrou ao longo da sua carreira.
Vasco Barbosa morreu com 85 anos, em 20 de fevereiro de 2016, em Odivelas.

## Discografia

### Álbuns
- Motta, J. V. da., Sinfonia em lá maior, op. 13 (LP, Imavox; Melodia, 1978) com Orquestra Sinfónica da RDP dirigida por Silva Pereira[9][10]
- Brahms, Violin Concerto In D Major Op. 77 (CD, Strauss; Portugalsom, Áustria, 2001) com Orquestra Sinfónica da Emissora Nacional dirigida por Fritz Rieger[11]
- Freitas Branco, L. de, Concerto para Violino e Orquestra / Tentações de S. Frei Gil (CD, Numérica, 2006) com Orquestra Sinfónica da RDP dirigida por Silva Pereira[12]

## Distinções
- Prémio Guilhermina Suggia[1][3][4][5]
- Prémio Moreira de Sá (1961) atribuído pelo Orpheon Portuense [1][3][4][5][13]
- Prémio Bordalo 1962 (Óscar da Imprensa) , na categoria "Música Erudita" como "Violinista". Na mesma categoria a Casa da Imprensa também distinguiu os "Cantores líricos" Maria Cristina de Castro e Luís Piçarra e o "Compositor" Rui Coelho[1][3][4][5][14]
- Prémio da Secretaria de Estado da Cultura (1972)[1][3][4]
- Prémio Bordalo 1972 (Prémio da Imprensa), na categoria "Música Erudita" como "Melhor Instrumentista", destacando-se a sua interpretação do Concerto de Violino de Beethoven. Na mesma categoria a Casa da Imprensa também distinguiu Jorge Peixinho como "Melhor Compositor", Nella Mayssa "Prémio Especial" e Elsa Saque como "Melhor Cantor".[14]
- Em 1985 foi agraciado com o grau de Oficial da Ordem Militar de Sant'Iago da Espada, em 24 de agosto.[1][3][4][5][15]
- Prémio Almada (2000), "como consagração, há muito devida, de uma carreira de importância ímpar na vida musical portuguesa", a par de Luís Miguel Cintra (Teatro) e não tendo o Instituto Português das Artes do Espectáculo (IPAE), do Ministério da Cultura, atribuído o Prémio Almada na área da dança.[1][3][4][5][16][17][18]
- Prémio Ribeiro da Fonte 2001, quando completou 70 anos, em reconhecimento de "toda uma vida dedicada à música"[3][4][6][19]
- Em 1 de outubro de 2004 Vasco Barbosa foi distinguida pelo Ministério da Cultura com a Medalha de Mérito Cultural[20]
- Em 2015 foi criado o "Concurso Nacional de Cordas Vasco Barbosa”[1][3][4][8]
- "Concertino honorário" da Orquestra Sinfónica Portuguesa.[1][3][4]